# Machine électrique (constellation)

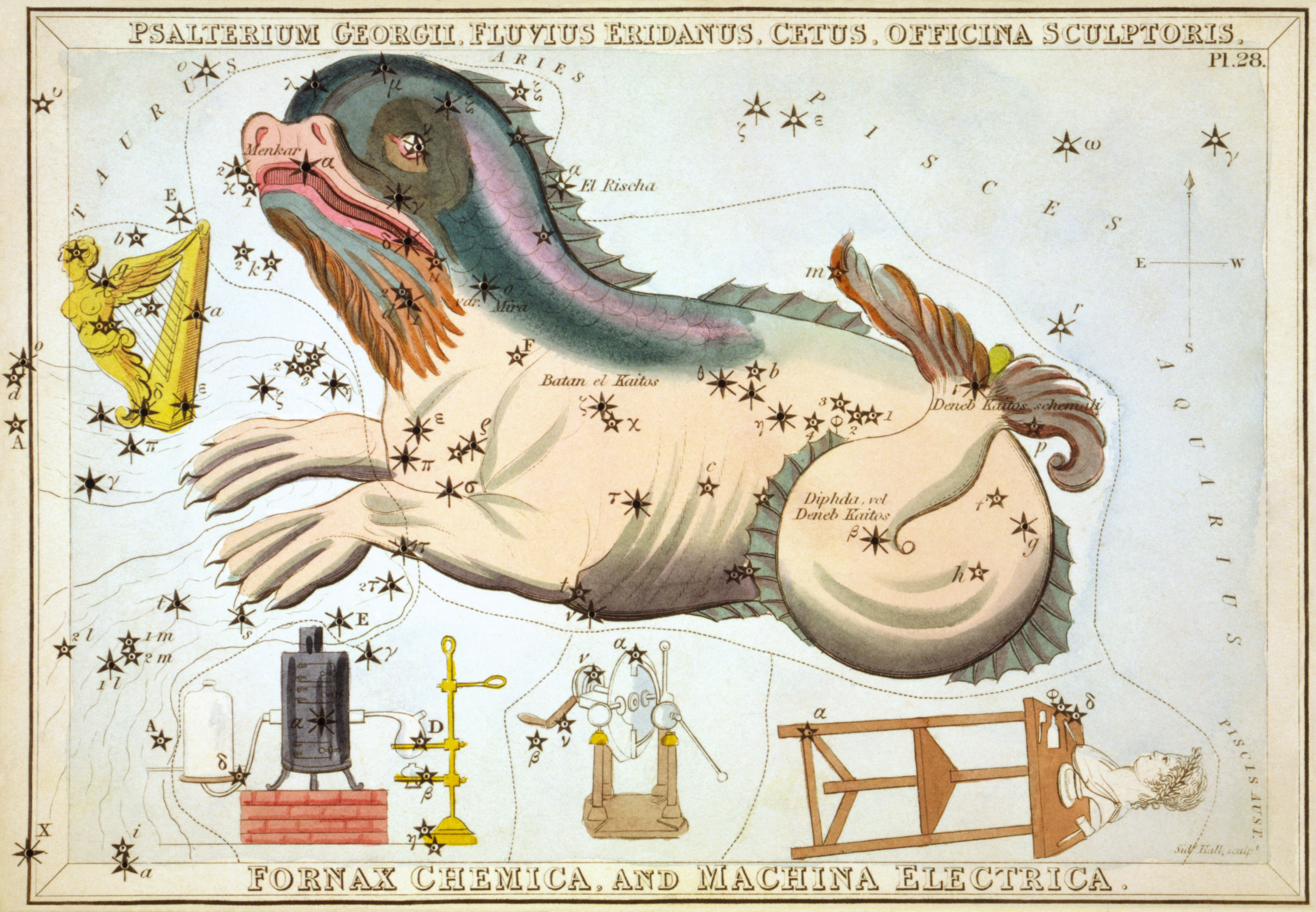
Constellation de la Machine électrique.

La Machine électrique (en latin : Machina Electrica) était une constellation créée par Johann Elert Bode en 1800. Il la créa à partir de la partie sud de la constellation de la Baleine. Elle ne fut jamais populaire et est tombée en désuétude.